# Lothar Persius
Karl Ludwig Lothar Persius (* 19. April 1864 in Kyritz; † 31. August 1944 in Ascona) war ein deutscher Marineoffizier. Als Kritiker der Flottenpolitik Alfred von Tirpitz’ schied er 1908 aus dem aktiven Dienst aus und wurde als Journalist und Autor tätig. Er galt als Experte für Flottenfragen und entwickelte sich zum Pazifisten.

## Leben
Der Sohn des Juristen Paul Persius besuchte in Potsdam das Victoria-Gymnasium, das er 1882 verließ, um 1883 als Seekadett in die Kaiserliche Marine einzutreten. Er erhielt seine Ausbildung auf dem Schulschiff Niobe und nahm von 1884 bis 1886 an einer Weltreise auf der Korvette Elisabeth teil. 1888/1889 diente er im Mittelmeer auf der Fregatte Moltke. 1892/1893 versah Persius Dienst auf der Korvette Luise, 1893/1894 auf der Fregatte Gneisenau. Auf der Gneisenau reiste er nach Südamerika, nach Westindien (Karibik) und die Vereinigten Staaten. 1897 war er als Kapitänleutnant in Vertretung Kommandant des Aviso Wacht. Persius versah insgesamt auf 22 Kriegsschiffen Dienst, von denen noch fünf eine Besegelung aufwiesen. 1902/03 war er Erster Offizier auf dem Großen Kreuzer Hansa der Victoria Louise-Klasse. Von Oktober 1903 bis Dezember 1904 war Persius, nun Korvettenkapitän, Kommandant des Kleinen Kreuzers Seeadler, der in dieser Zeit auf der Ostasiatischen Station eingesetzt war.
Persius schrieb seit 1887 unter dem Pseudonym „Rahtol“, so auch, als er im Frühjahr 1904 begann für die Wochenzeitung Der Ostasiatische Lloyd Beiträge zu verfassen. Da sein Pseudonym aber schnell gelüftet wurde, denn „Rahtol“ ist „Lothar“ rückwärts geschrieben, musste er die Mitarbeit nach zwei kritischen Beiträgen mit dem Titel Briefe aus Tsingtau wieder einstellen. Anfang 1905 wurde Persius’ Kommando beendet, und er übernahm das Amt des Vorstehers beim Munitionsdepot Dietrichsdorf bei Kiel. Er begann nun regelmäßig zu publizieren und wurde Mitarbeiter der Jahrbücher für die Deutsche Armee und Marine. Hier übte er in anonymen Artikeln Kritik an den Tirpitzschen Flottenplänen und befürwortete U-Boote als Defensivwaffen. Anfang 1908 kam durch eine Indiskretion seine Autorenschaft ans Licht. Er erhielt Schreibverbot und seine Versetzung als Kommandant eines Schulschiffes wurde abgelehnt. Er reichte seinen Abschied ein, wurde aber durch ein seiner Ansicht nach vorgeschobenes ärztliches Gutachten dienstunfähig geschrieben. Somit schied er aus dem aktiven Dienst aus, wurde am 18. Oktober 1908 aber noch zum Kapitän zur See befördert. Seinen Rang, seine Pensionsberechtigung und das Recht, eine Uniform zu tragen, behielt er in der Folge trotz mehrfacher Ehrengerichtsverfahren, die wegen seiner fortgesetzten Kritik an Tirpitz angestrengt wurden.
Persius arbeitete kurzzeitig für den Flottenverein, schied dort aber mit der Etablierung eines neuen, die Tirpitzsche Politik unterstützenden Vorstandes, wieder aus. Im Offizierskorps machte er sich zusätzlich unbeliebt, als im Dezember 1908 Abgeordnete der Fortschrittspartei mit Informationsmaterial, das von Persius stammte, im Reichstag die Erhöhung der Tafel- und Messegelder verhinderten. Persius begann, als Journalist für unterschiedliche Zeitungen zu arbeiten: Von 1907 bis 1911 vorwiegend in der konservativen Kreuzzeitung, aber auch für den liberalen Der Tag. Ein besonderer Publikumserfolg wurde Persius’ 1911 unter dem Pseudonym Submare veröffentlichtes Buch Unterseeboote an die Front!, in welchem er episodenhaft einen Krieg mit U-Booten gegen die deutsche Flotte schilderte. Im März 1912 trat er in die Redaktion des liberalen Berliner Tageblatts ein, der er bis zu seiner Pensionierung 1920 angehören sollte.
Im Sommer 1918 wurde Persius auch Mitarbeiter an der Weltbühne. Nach dem Ersten Weltkrieg begrüßte er die geplante Entmilitarisierung Deutschlands, die Abschaffung der Wehrpflicht und die Unterzeichnung des Versailler Vertrages mit seinen Abrüstungsbestimmungen. Für 1921 ist überliefert, dass er zusammen mit Reinhold Planck, dem Bruder von Mathilde Planck, und mit Fritz Röttcher Redakteur der pazifistischen Zeitschrift Die Menschheit war, die in dieser Zeit in Stuttgart verlegt wurde. Wie lange er ihr Mitredakteur blieb, ist unbekannt. Jedoch lebten damals er und seine Frau Thea für wenige Jahre im Esslinger Stadtteil Sulzgries. Persius engagierte sich in der Deutschen Liga für Menschenrechte, auch in deren Vorstand, verließ die Liga aber 1926 wieder, nach Vorwürfen, sie werde von ausländischen Regierungsstellen finanziert. In dem von der Liga 1925 herausgegebenen Weißbuch über die Schwarze Reichswehr veröffentlichte er einen Beitrag mit dem Titel Fort mit der Flotte! Im März 1926 unterzeichneten Lothar und Thea Persius einen Aufruf zur Fürstenenteignung, an dem sich unter rund vierzig anderen bekannten Persönlichkeiten auch Albert Einstein beteiligte.
Bis Sommer 1930 schrieb Persius noch für die Weltbühne und bis 1931 gelegentlich für das Berliner Tageblatt. Außerdem veröffentlichte er bis 1932 vereinzelt Aufsätze in der Deutschen Werkmeister-Zeitung und im Magazin für Alle. 1933 emigrierte Persius in die Schweiz. Weitere Texte, die etwa in dortigen Zeitschriften publiziert worden wären, sind nicht mehr nachweisbar.
Um 1920 hatte er sich mit der Frauenrechtlerin und Pazifistin Thea Mertelmeyer (11. August 1884 – Juli 1974) verheiratet. Das Ehepaar reiste 1929/30 nach Japan und veröffentlichte jeweils getrennte Aufsätze über diesen Aufenthalt.

## Schriften (Auswahl)

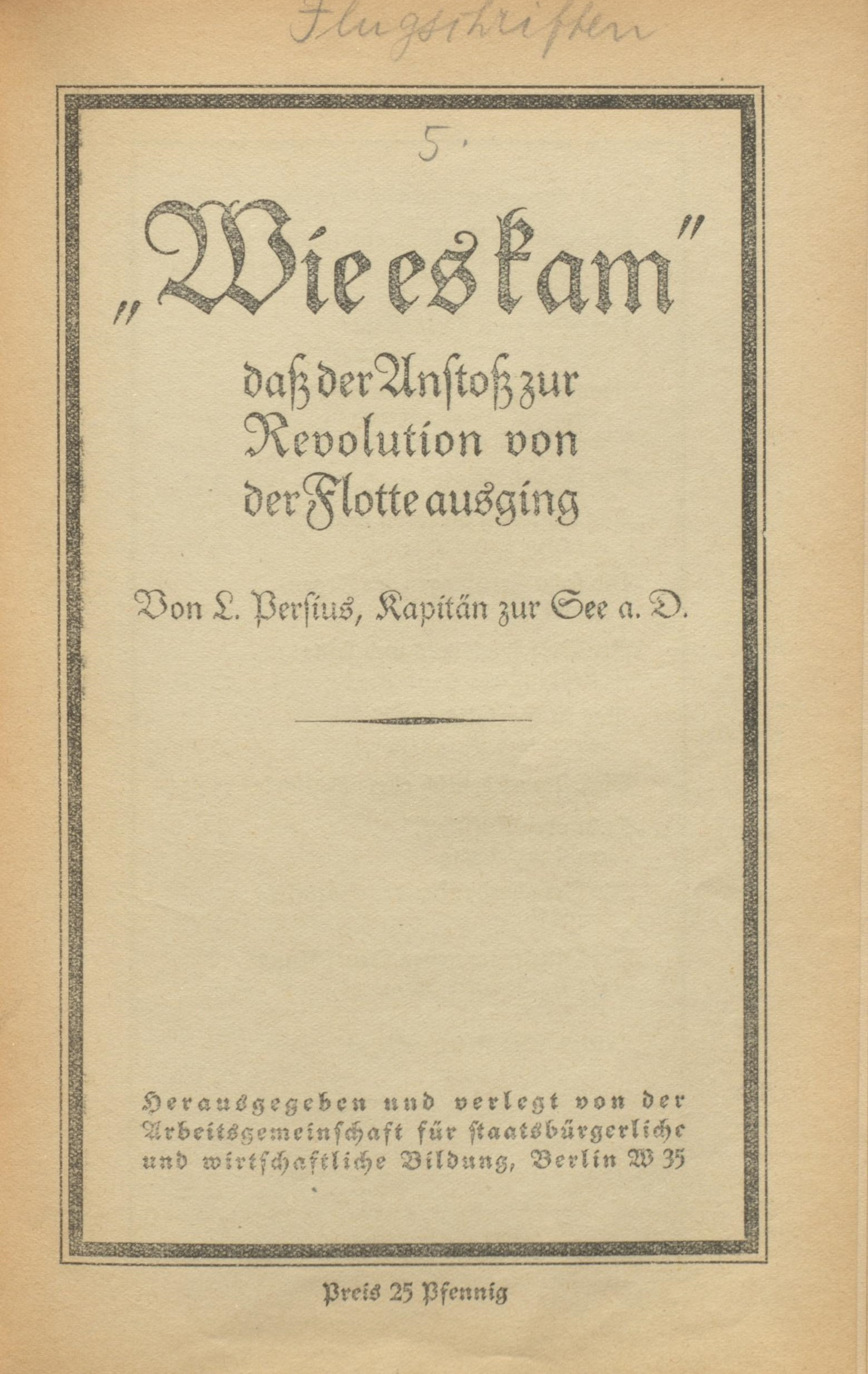
Wie es kam (1919)

- Aus dem Tagebuche eines Seekadetten. In: Wassersport. Fachzeitschrift für Rudern, Segeln und verwandte Sportzweige, Band 5, Nr. 11, 3. März – Nr. 20, 5. Mai 1887. 10 Abschnitte geschrieben unter dem Pseudonym „Rahtol“ (Digitalisat)
- Skizzen aus dem deutschen Seglerleben. Kiel 1898.
- See- und Meereswesen. G. Stalling, Oldenburg 1910.
- Unterseeboote an die Front. W. Köhler, Minden 1911.
- Der Zusammenbruch: die Seeschlacht bei Borkum und Helgoland. W. Köhler, Minden 1913.
- Marineauskunftsbuch: Wegweiser auf dem Gebiet der Kriegs- und Handelsflotten und Berater für die Laufbahn. Berlin 1914.
- Unsere alte Marine. In: Deutsche Ruhmeshalle, 3. Teil, Stuttgart o. J. (um 1915).
- Graf Ernst zu Reventlow. Verlag von Hans Robert Engelmann, Berlin 1918. DNB 1067606262.
- Die Tirpitz-Legende. Verlag von Hans Robert Engelmann, Berlin 1918. DNB 1067606513.
- Der Seekrieg. Verlag der Weltbühne, Charlottenburg 1919; archive.org.
- Tirpitz, der Totengräber der deutschen Flotte. Berlin 1919.
- „Wie es kam“ daß der Anstoß zur Revolution von der Flotte ausging. Arbeitsgemeinschaft für staatsbürgerliche und wirtschaftliche Bildung, Berlin 1919 (Digitalisat).
- Aus meiner Journalistenzeit. In: Die Weltbühne, Band 19/1 (1923), Nr.07, 15.02.; Nr.08, 22.02.; Nr.09, 01.03; archive.org.
- Warum die Flotte versagte. Berlin 1925.
- Menschen und Schiffe in der Kaiserlichen Flotte. Berlin 1925 (eingeschränkte Vorschau des unveränderten Nachdrucks).